# جيمس جونسون (لاعب كرة قدم)
جيمس جونسون (بالإنجليزية: James-Michael Johnson) (و. 1989  م) هو لاعب كرة قدم أمريكية، من الولايات المتحدة، ولد في فاليجو، كاليفورنيا، يلعب كظهير ‏.

## التعليم
تعلم في Angelo Rodriguez High School ‏.

## روابط خارجية
- جيمس جونسون على موقع إي إس بي إن.كوم (أن.أف.أل)3
- جيمس جونسون على موقع مرجع كرة القدم المحترفة.كوم (الإنجليزية)